# Scikit-learn
scikit-learn(이전 명칭: scikits.learn, sklearn)은 파이썬 프로그래밍 언어용 자유 소프트웨어 기계 학습 라이브러리이다. 다양한 분류, 회귀, 그리고 서포트 벡터 머신, 랜덤 포레스트, 그라디언트 부스팅, k-평균, DBSCAN을 포함한 클러스터링 알고리즘을 특징으로 하며, 파이썬의 수치 및 과학 라이브러리 NumPy 및 SciPy와 함께 운용되도록 설계되었다. Scikit-learn은 NumFOCUS의 재정 지원을 받는 프로젝트이다.

## 버전 역사
- August 2013. scikit-learn 0.14[5]
- July 2014. scikit-learn 0.15.0[5]
- March 2015. scikit-learn 0.16.0[5]
- November 2015. scikit-learn 0.17.0[5]
- September 2016. scikit-learn 0.18.0
- July 2017. scikit-learn 0.19.0
- September 2018. scikit-learn 0.20.0[6]
- May 2019. scikit-learn 0.21.0[7]
- December 2019. scikit-learn 0.22.0[8]
- May 2020. scikit-learn 0.23.0[9]
- Jan 2021. scikit-learn 0.24[10]
- September 2021. scikit-learn 1.0[11]

## 같이 보기
- PyTorch
- 텐서플로